# Gorniak
Gorniak (Горня́к en ruso) es una localidad rusa del krai de Altái localizada a 360 km del suroeste de Barnaúl, la capital del krai. Según el censo de 2002, la población era de 15 779 habs.
La localidad fue fundada en el siglo XVIII como aldea rural de Zolotukha. En 1942 se estableció un asentamiento minero en la antigua Zolotukha llamada Gorniak. En 1946 fue considerada asentamiento de tipo urbano y en 1969 alcanzó el estatus de ciudad.

## Demografía
| 1959   | 1970   | 1979   | 1989   | 1996   | 2002   | 2008   |
| ------ | ------ | ------ | ------ | ------ | ------ | ------ |
| 13 900 | 16 600 | 15 900 | 15 800 | 16 600 | 15 779 | 15 369 |